# Plankenhorn (östlicher Sarntaler Hauptkamm)
Das Plankenhorn (ital. Corno Planca, 2543 m s.l.m.) ist ein Gipfel im östlichen Hauptkamm der Sarntaler Alpen. Südwestlich befindet sich die Fortschellscharte (2299 m), die das Plankenhorn von der Kassianspitze trennt. Nördlich vorgelagert ist das Gaishorn (2514 m) und im weiteren Verlauf des Hauptkamms, durch die Schalderer Scharte getrennt, liegt das Schrotthorn (2590 m). Am Plankenhorn zweigt ein zunächst südöstlich in Richtung der Lorenzispitze, von dort östlich zur Königsangerspitze ziehender Seitenkamm vom Hauptkamm ab. Auf dem Gipfel befindet sich im Gegensatz zu den meisten benachbarten Gipfeln kein Kreuz.
Nur etwa drei Kilometer westlich – im vom Hauptkamm abzweigenden und ins Durnholzer Tal hineinragenden Getrumkamm – befindet sich ein namensgleicher Berg, das mit 2589 m etwas höhere Plankenhorn.

## Anstiege
Das Plankenhorn wird vergleichsweise selten besucht, meist im Winter, als Schneeschuh- oder Skitour. In Sommer und Winter erfolgt eine Besteigung zumeist über die Fortschellscharte und den Südwestrücken. Der Anstieg ist weglos, weist aber keine Schwierigkeiten auf. Die Forschellscharte kann von Südwesten beziehungsweise Süden von der Klausner Hütte oder dem Schutzhaus Latzfonser Kreuz erreicht werden, alternativ auch von Westen aus dem Durnholzer Tal.
Eine weitere Anstiegsvariante stellt der Verbindungsgrat zur südöstlich liegenden Lorenzispitze (2483 m) dar, der etwas Trittsicherheit erfordert. Auch von Norden, von der das Durnholzer mit dem Schalderer Tal verbindenden Schalderer Scharte und weiter über das Gaishorn, kann das Plankenhorn erstiegen werden.